# Котово (Орловская область)
Котово — деревня в Урицком районе Орловской области России.
Входит в состав Котовского сельского поселения.

## География
Расположена по обеим берегам реки Орлик, граничит с деревнями Кулига (на севере) и Ванино (на юге). Просёлочная дорога соединяет Котово с автодорогой, выходящей на автотрассу Р-120.
В деревне имеется одна улица — Котово.

## Население
| 2010 |
| ---- |
| 45   |